# تئو ریموند
تئو ریموند (انگلیسی: Théo Raymond؛ زادهٔ ۲۹ سپتامبر ۱۹۹۱) بازیکن فوتبال اهل فرانسه است.